# 272

## Родени
- Константин Велики